# Mount Edward (Mac-Robertson-Land)
Mount Edward ist ein Berg im ostantarktischen Mac-Robertson-Land. In der Athos Range in den Prince Charles Mountains ragt er 11 km westnordwestlich des Mount Jacklyn auf.
Luftaufnahmen der Australian National Antarctic Research Expeditions diensten seiner Kartierung. Namensgeber ist William Walter „Bill“ Edward (* 1930), leitender Dieselaggregatmechaniker auf der Mawson-Station im Jahr 1963.